# Onuphis africana
Onuphis africana är en ringmaskart som beskrevs av Augener 1918. Onuphis africana ingår i släktet Onuphis och familjen Onuphidae. Inga underarter finns listade i Catalogue of Life.